# Euro Hockey League féminin 2023
Navigation
Amsterdam 2022 2024
L'Euro Hockey League féminin 2022-2023 est la 3e saison de l'Euro Hockey League féminin, tournoi féminin des clubs de hockey sur gazon d'Europe, organisé par la Fédération européenne de hockey.
AH&BC Amsterdam étaient les champions en titre, après avoir remporté leur premier titre dans l'édition précédente. Ils n'ont pas réussi à se qualifier pour l'édition de cette année. Le tournoi sera organisé par Pinoké au Wagener Stadium à Amsterdam, aux Pays-Bas, du 6 au 10 avril 2023, parallèlement au Final8 masculin. Le tirage au sort a eu lieu le 14 décembre 2022.

## Attribution de l'équipe de l'association
Au total, 8 équipes de 6 des 45 associations membres de la EHF ont participé à l'Euro Hockey League 2022. Le classement des associations basé sur les coefficients des pays de l'EHL est utilisé pour déterminer le nombre d'équipes participantes pour chaque association:
- Les associations 1 à 2 ont chacune deux équipes qualifiées.
- Les associations 3 à 6 ont chacune une équipe qualifiée.

### Classement des associations
Pour l'Euro Hockey League 2023, les associations se voient attribuer des places en fonction de leurs coefficients de pays EHL, qui prennent en compte leurs performances en Euro Hockey League et le Trophée d'Europe de 2019-2020 à 2022.
| Rang | +/- positions   | Association | Points | Équipes |
| ---- | --------------- | ----------- | ------ | ------- |
| 1    | 0               | Pays-Bas    | 39.000 | 2       |
| 2    | 0               | Espagne     | 24.750 | 2       |
| 3    | 2               | Belgique    | 22.500 | 1       |
| 4    | 1               | Allemagne   | 21.500 | 1       |
| 5    | 1               | Angleterre  | 18.000 | 1       |
| 6    | 0               | Irlande     | 9.750  | 1       |
| 7    | 1               | France      | 4.750  | 0       |
| 8    | Nouvelle entrée | Italie      | 4.500  | 0       |
| 10   | 0               | Ukraine     | 3.500  | 0       |
| 11   | Nouvelle entrée | Suisse      | 2.500  | 0       |

### Équipes
Les étiquettes entre parenthèses indiquent comment chaque équipe s'est qualifiée pour la place de son tour de départ :
- 1er, 2e : Classements de la ligue de la saison précédente

| Équipes                   | Équipes                           |
| ------------------------- | --------------------------------- |
| HC 's-Hertogenbosch (1er) | Sanse Compultense (1er)           |
| La Gantoise HC (1er)      | Düsseldorf Hockey-Club 1905 (1er) |
| SCHC (2e)                 | Club Campo de Madrid (2e)         |
| Surbiton HC (1er)         | Pembroke Wanderers HC (1er)       |

## Final8

### Tableau
|  | Quarts de finale      | Quarts de finale     |                     |                   | Demi-finales           | Demi-finales |  |  | Finale          | Finale |
|  | Quarts de finale      | Quarts de finale     |                     |                   | Demi-finales           | Demi-finales |  |  | Finale          | Finale |
|  |                       |                      |                     |                   |                        |              |  |  |                 |        |
|  |                       |                      |                     |                   |                        |              |  |  |                 |        |
|  |                       |                      |                     |                   |                        |              |  |  |                 |        |
|  | SCHC                  | 1 (2)                |                     |                   |                        |              |  |  |                 |        |
|  | SCHC                  | 1 (2)                |                     |                   |                        |              |  |  |                 |        |
|  | HC 's-Hertogenbosch   | 1 (3)                |                     |                   |                        |              |  |  |                 |        |
|  | HC 's-Hertogenbosch   | 1 (3)                | HC 's-Hertogenbosch | 2                 |                        |              |  |  |                 |        |
|  |                       |                      | HC 's-Hertogenbosch | 2                 |                        |              |  |  |                 |        |
|  |                       | Düsseldorfer HC      | 1                   |                   |                        |              |  |  |                 |        |
|  | Düsseldorfer HC       | Düsseldorfer HC      | 1                   | 1 (3)             |                        |              |  |  |                 |        |
|  | Düsseldorfer HC       |                      |                     | 1 (3)             |                        |              |  |  |                 |        |
|  | Surbiton HC           | 1 (1)                |                     |                   |                        |              |  |  |                 |        |
|  | Surbiton HC           | 1 (1)                | HC 's-Hertogenbosch | 1                 |                        |              |  |  |                 |        |
|  |                       |                      | HC 's-Hertogenbosch | 1                 |                        |              |  |  |                 |        |
|  |                       | Club Campo de Madrid | 0                   |                   |                        |              |  |  |                 |        |
|  | Sanse Compultense     | Club Campo de Madrid | 0                   | 4                 |                        |              |  |  |                 |        |
|  | Sanse Compultense     |                      |                     | 4                 |                        |              |  |  |                 |        |
|  | Pembroke Wanderers HC | 0                    |                     |                   |                        |              |  |  |                 |        |
|  | Pembroke Wanderers HC | 0                    | Sanse Compultense   | 0                 |                        |              |  |  |                 |        |
|  |                       |                      | Sanse Compultense   | 0                 | Match pour la 3e place |              |  |  |                 |        |
|  |                       | Club Campo de Madrid | 2                   |                   |                        |              |  |  |                 |        |
|  | La Gantoise HC        | Club Campo de Madrid | 2                   | 0                 |                        |              |  |  |                 |        |
|  | La Gantoise HC        |                      |                     | 0                 |                        |              |  |  |                 |        |
|  | Club Campo de Madrid  | 3                    |                     | Sanse Compultense | 0                      |              |  |  |                 |        |
|  | Club Campo de Madrid  | 3                    |                     | Sanse Compultense | 0                      |              |  |  |                 |        |
|  |                       |                      |                     |                   |                        |              |  |  | Düsseldorfer HC | 3      |
|  |                       |                      |                     |                   |                        |              |  |  | Düsseldorfer HC | 3      |

### Quarts de finale
| Match 1            | Sanse Compultense                                      | 4 - 0   | Pembroke Wanderers HC |                                                                                     |                                                                                     |
| 6 avril 2023 12h30 | M. Garcia 3e · Carmona 14e · Jiménez 35e · Teruggi 58e | (2 - 0) |                       | Arbitrage : Ymkje van Slooten Harry Collinson Arbitre vidéo : Céline Martin-Schmets | Arbitrage : Ymkje van Slooten Harry Collinson Arbitre vidéo : Céline Martin-Schmets |
| 6 avril 2023 12h30 | Rapport                                                |         |                       | Arbitrage : Ymkje van Slooten Harry Collinson Arbitre vidéo : Céline Martin-Schmets | Arbitrage : Ymkje van Slooten Harry Collinson Arbitre vidéo : Céline Martin-Schmets |

| Match 2            | La Gantoise HC | 0 - 3   | Club Campo de Madrid                     |                                                                             |                                                                             |
| 6 avril 2023 14h45 |                | (0 - 2) | 11e Gil · 17e Torres-Quevedo · 54e Abajo | Arbitrage : Hannah Harrison Alison Keogh Arbitre vidéo : Paul van den Assum | Arbitrage : Hannah Harrison Alison Keogh Arbitre vidéo : Paul van den Assum |
| 6 avril 2023 14h45 | Rapport        |         |                                          | Arbitrage : Hannah Harrison Alison Keogh Arbitre vidéo : Paul van den Assum | Arbitrage : Hannah Harrison Alison Keogh Arbitre vidéo : Paul van den Assum |

| Match 3            | Düsseldorfer HC                                    | 1 - 1             | Surbiton HC                          |                                                                          |                                                                          |
| 7 avril 2023 11h45 | Nolte 48e                                          | (0 - 1)           | 16e Elliott                          | Arbitrage : Gema Calderon Alison Keogh Arbitre vidéo : Ymkje van Slooten | Arbitrage : Gema Calderon Alison Keogh Arbitre vidéo : Ymkje van Slooten |
| 7 avril 2023 11h45 | Rapport                                            |                   |                                      | Arbitrage : Gema Calderon Alison Keogh Arbitre vidéo : Ymkje van Slooten | Arbitrage : Gema Calderon Alison Keogh Arbitre vidéo : Ymkje van Slooten |
| 7 avril 2023 11h45 | Stoffelsma · Gräve · Strauss · Albertarrio · Nolte | Tirs au but 3 - 1 | Hamilton · Bourne · Petter · Elliott | Arbitrage : Gema Calderon Alison Keogh Arbitre vidéo : Ymkje van Slooten | Arbitrage : Gema Calderon Alison Keogh Arbitre vidéo : Ymkje van Slooten |

| Match 4            | SCHC                                           | 1 - 1             | HC 's-Hertogenbosch                  |                                                                                |                                                                                |
| 7 avril 2023 20h15 | Jansen 37e                                     | (0 - 0)           | 32e Nunnink                          | Arbitrage : Céline Martin-Schmets Hannah Harrison Arbitre vidéo : Tim Meissner | Arbitrage : Céline Martin-Schmets Hannah Harrison Arbitre vidéo : Tim Meissner |
| 7 avril 2023 20h15 | Rapport                                        |                   |                                      | Arbitrage : Céline Martin-Schmets Hannah Harrison Arbitre vidéo : Tim Meissner | Arbitrage : Céline Martin-Schmets Hannah Harrison Arbitre vidéo : Tim Meissner |
| 7 avril 2023 20h15 | Jansen · Fortuin · Winter · De Geus · De Waard | Tirs au but 3 - 1 | Sanders · Matla · Krekelaar · Omrani | Arbitrage : Céline Martin-Schmets Hannah Harrison Arbitre vidéo : Tim Meissner | Arbitrage : Céline Martin-Schmets Hannah Harrison Arbitre vidéo : Tim Meissner |

### Matchs de classement
| Match 5            | La Gantoise HC                                | 4 - 1   | Pembroke Wanderers HC |                                                                             |                                                                             |
| 8 avril 2023 09h15 | Sinia 1e · Gerniers 1e · Ballenghien 50e, 60e | (2 - 0) | 59e O'Brien           | Arbitrage : Ymkje van Slooten Gema Calderon Arbitre vidéo : Harry Collinson | Arbitrage : Ymkje van Slooten Gema Calderon Arbitre vidéo : Harry Collinson |
| 8 avril 2023 09h15 | Rapport                                       |         |                       | Arbitrage : Ymkje van Slooten Gema Calderon Arbitre vidéo : Harry Collinson | Arbitrage : Ymkje van Slooten Gema Calderon Arbitre vidéo : Harry Collinson |

| Match 7            | SCHC                          | 3 - 1   | Surbiton HC |                                                                         |                                                                         |
| 9 avril 2023 09h15 | Leurink 18e · Jansen 27e, 46e | (2 - 1) | 15e Bourne  | Arbitrage : Gema Calderon Tim Meissner Arbitre vidéo : Antonio Ilgrande | Arbitrage : Gema Calderon Tim Meissner Arbitre vidéo : Antonio Ilgrande |
| 9 avril 2023 09h15 | Rapport                       |         |             | Arbitrage : Gema Calderon Tim Meissner Arbitre vidéo : Antonio Ilgrande | Arbitrage : Gema Calderon Tim Meissner Arbitre vidéo : Antonio Ilgrande |

### Demi-finale
| Match 6            | Sanse Compultense | 0 - 2   | Club Campo de Madrid    |                                                                                   |                                                                                   |
| 8 avril 2023 16h00 |                   | (0 - 1) | 18e Barrios · 53e Magaz | Arbitrage : Paul van den Assum Céline Martin-Schmets Arbitre vidéo : Alison Keogh | Arbitrage : Paul van den Assum Céline Martin-Schmets Arbitre vidéo : Alison Keogh |
| 8 avril 2023 16h00 | Rapport           |         |                         | Arbitrage : Paul van den Assum Céline Martin-Schmets Arbitre vidéo : Alison Keogh | Arbitrage : Paul van den Assum Céline Martin-Schmets Arbitre vidéo : Alison Keogh |

| Match 8            | HC 's-Hertogenbosch | 2 - 1   | Düsseldorfer HC |                                                                                 |                                                                                 |
| 9 avril 2023 11h30 | Matla 28e, 58e      | (1 - 1) | 25e Strauss     | Arbitrage : Laurine Delforge Alison Keogh Arbitre vidéo : Céline Martin-Schmets | Arbitrage : Laurine Delforge Alison Keogh Arbitre vidéo : Céline Martin-Schmets |
| 9 avril 2023 11h30 | Rapport             |         |                 | Arbitrage : Laurine Delforge Alison Keogh Arbitre vidéo : Céline Martin-Schmets | Arbitrage : Laurine Delforge Alison Keogh Arbitre vidéo : Céline Martin-Schmets |

### Match pour la3eplace
| Match 9             | Sanse Compultense | 0 - 3   | Düsseldorfer HC                    |                                                                                      |                                                                                      |
| 10 avril 2023 09h15 |                   | (0 - 0) | 36e, 58e Albertarrio · 54e Strauss | Arbitrage : Ymkje van Slooten Céline Martin-Schmets Arbitre vidéo : Antonio Ilgrande | Arbitrage : Ymkje van Slooten Céline Martin-Schmets Arbitre vidéo : Antonio Ilgrande |
| 10 avril 2023 09h15 | Rapport           |         |                                    | Arbitrage : Ymkje van Slooten Céline Martin-Schmets Arbitre vidéo : Antonio Ilgrande | Arbitrage : Ymkje van Slooten Céline Martin-Schmets Arbitre vidéo : Antonio Ilgrande |

### Finale
| Match 10            | HC 's-Hertogenbosch | 1 - 0   | Club Campo de Madrid |                                                                           |                                                                           |
| 10 avril 2023 13h45 | Matla 46e           | (0 - 0) |                      | Arbitrage : Laurine Delforge Alison Keogh Arbitre vidéo : Hannah Harrison | Arbitrage : Laurine Delforge Alison Keogh Arbitre vidéo : Hannah Harrison |
| 10 avril 2023 13h45 | Rapport             |         |                      | Arbitrage : Laurine Delforge Alison Keogh Arbitre vidéo : Hannah Harrison | Arbitrage : Laurine Delforge Alison Keogh Arbitre vidéo : Hannah Harrison |

## Classement final
| Rang                       | Équipe                | J | V | N | P | BP | BC | +/- | Pts | Résultat         |
| -------------------------- | --------------------- | - | - | - | - | -- | -- | --- | --- | ---------------- |
| Médaille d'or, Europe      | HC 's-Hertogenbosch   | 3 | 2 | 1 | 0 | 4  | 2  | +2  | 7   | Champion         |
| Médaille d'argent, Europe  | Club Campo de Madrid  | 3 | 2 | 0 | 1 | 5  | 1  | +4  | 6   | Vice-champion    |
| Médaille de bronze, Europe | Düsseldorfer HC       | 3 | 1 | 1 | 1 | 5  | 3  | +2  | 4   | Troisième        |
| 4                          | Sanse Compultense     | 3 | 1 | 0 | 2 | 4  | 5  | -1  | 3   | Quatrième        |
| 5                          | SCHC                  | 2 | 1 | 1 | 0 | 4  | 2  | +2  | 4   | Quarts de finale |
| 5                          | La Gantoise HC        | 2 | 1 | 0 | 1 | 4  | 4  | 0   | 3   | Quarts de finale |
| 7                          | Surbiton HC           | 2 | 0 | 1 | 1 | 2  | 4  | -2  | 1   | Quarts de finale |
| 7                          | Pembroke Wanderers HC | 2 | 0 | 0 | 2 | 1  | 8  | -7  | 0   | Quarts de finale |